# Стефан Ланнуа
Стефа́н Лора́н Ланнуа́ (фр. Stéphane Laurent Lannoy; нар. 18 вересня 1969, Булонь-сюр-Мер, Франція) — французький футбольний арбітр.

## Біографія
У вільний від суддівства час працює дистриб'ютором комп'ютерних ігор. Володіє французькою та англійською мовами. Арбітр ФІФА, судить міжнародні матчі з 2006 року. Один з арбітрів розіграшу фінальної стадії Чемпіонату світу 2010 у ПАР. У 2008 році був названий найкращим арбітром французької вищої ліги. У середньому за гру 3,87 раза дістає жовті і 0,13 раза — червоні картки, рекорд — сім попереджень і одне видалення (дані на липень 2010 року) . 
Судив матчі чемпіонату Європи 2012 року .